# Kärntner Tor
Kärntner Tor er betegnelsen for en indsnævring af Drautal ved Oberdrauburg i den østrigske delstat Kärnten. Indsnævringen ligger i 632 meters højde og danner grænsen mellem Østtyrol og Kärnten.
46°45′56″N 12°56′02″Ø / 46.7656°N 12.9339°Ø